# Hegesias de Magnesia
Hegesias de Magnesia (natural de Magnesia del Sípilo, en Lidia) fue un retórico e historiador griego que floreció alrededor del año 300 a. C.
Estrabón (XIX, 648) afirma que fundó el estilo retórico pomposo y amanerado conocido como asianismo, y le achaca haber corrompido el estilo oratorio. Lo mismo dicen autores como Cicerón (Orator, 12, 225), Dionisio de Halicarnaso (Comp., 4) y el autor del tratado Sobre lo sublime. Plutarco cita a Hegesias como fuente en su Vida de Alejandro.